# Calvisia aeruginosa
Calvisia aeruginosa är en insektsart som beskrevs av Ludwig Redtenbacher 1908. Calvisia aeruginosa ingår i släktet Calvisia och familjen Diapheromeridae. Inga underarter finns listade.